# Daniele D'Onofrio
Daniele D'Onofrio (Castel di Sangro, 8 ottobre 1993) è un mezzofondista e maratoneta italiano.

## Palmarès
| Anno | Manifestazione                       | Sede              | Evento                   | Risultato | Prestazione | Note                          |
| ---- | ------------------------------------ | ----------------- | ------------------------ | --------- | ----------- | ----------------------------- |
| 2012 | Mondiali juniores                    | Barcellona        | 10000 m piani            | 10º       | 31'07"70    |                               |
| 2013 | Europei di corsa campestre           | Belgrado          | Corsa U23                | 55º       | 25'20"      |                               |
| 2013 | Europei di corsa campestre           | Belgrado          | A squadre                |           |             |                               |
| 2014 | Campionati del Mediterraneo under 23 | Aubagne           | 10000 m piani            | 4º        | 31'32"88    |                               |
| 2014 | Europei di corsa campestre           | Samokov           | Corsa U23                | 44º       | 27'03"      |                               |
| 2014 | Europei di corsa campestre           | Samokov           | A squadre                |           |             |                               |
| 2015 | Europei Under-23                     | Tallinn           | 5000 m piani             | 11º       | 14'11"27    |                               |
| 2015 | Europei Under-23                     | Tallinn           | 10000 m piani            | 9º        | 29'27"34    |                               |
| 2016 | Europei                              | Amsterdam         | Mezza maratona           | 65º       | 1h08'41"    |                               |
| 2016 | Europei                              | Amsterdam         | Mezza maratona a squadre | Bronzo    | 3h12'41"    |                               |
| 2020 | Mondiali di mezza maratona           | Gdynia            | Individuale              | 49º       | 1h02'32"    | Miglior prestazione personale |
| 2020 | Mondiali di mezza maratona           | Gdynia            | A squadre                |           |             |                               |
| 2022 | Europei                              | Monaco di Baviera | Maratona                 | dnf       | dnf         |                               |

## Campionati nazionali
2009
- 12º ai campionati italiani allievi di corsa campestre - 16'33"

2010
- 11º ai campionati italiani allievi, 3000 m piani - 9'07"66
- 7º ai campionati italiani allievi di corsa campestre - 17'22"

2011
- 58º ai campionati italiani di maratonina - 1h08'48"
- 8º ai campionati italiani juniores, 5000 m piani - 15'30"71
- 7º ai campionati italiani juniores di corsa campestre - 25'56"

2012
- 6º ai campionati italiani assoluti, 10000 m piani - 29'45"43
- Bronzo ai campionati italiani juniores di corsa campestre - 25'44"

2013
- 64º ai campionati italiani di 10 km su strada - 32'07"
- Argento ai campionati italiani universitari, 5000 m piani - 15'03"69

2014
- 8º ai campionati italiani assoluti, 5000 m piani - 14'22"99
- 16º ai campionati italiani di maratonina - 1h05'43"
- Argento ai campionati italiani promesse, 5000 m piani - 14'21"94

2015
- 4º ai campionati italiani assoluti, 10000 m piani - 30'02"22
- 11º ai campionati italiani assoluti, 5000 m piani - 14'34"97
- Bronzo ai campionati italiani promesse, 5000 m piani - 14'22"31
- 6º ai campionati italiani promesse indoor, 3000 m piani - 8'26"45

2016
- 4º ai campionati italiani di maratonina - 1h03'29"

2019
- Bronzo ai campionati italiani di maratonina - 1h05'50"

2020
- Oro ai campionati italiani di maratonina - 1h03'15"

2022
- 11º ai campionati italiani di maratonina - 1h04'14"

## Altre competizioni internazionali
2012
- 37º alla Roma-Ostia ( Roma) - 1h06'50"

2014
- 14º al Giro al Sas ( Trento) - 30'56"

2015
- 20º in Coppa Europa dei 10000 metri ( Chia) - 30'15"65
- Oro a squadre in Coppa Europa dei 10000 metri
- 6º alla Stramilano ( Milano) - 1h05'38"

2016
- 14º in Coppa Europa dei 10000 metri ( Mersin) - 30'07"87
- Oro a squadre in Coppa Europa dei 10000 metri
- 10º alla Stramilano ( Milano) - 1h05'26"

2019
- 9º al Giro al Sas ( Trento) - 30'08"

2020
- 59º alla Maratona di Valencia ( Valencia) - 2h15'40"
- 46º alla 10K Valencia Ibercaja ( Valencia) - 29'41"

2022
- 34º alla Maratona di Siviglia ( Siviglia) - 2h11'43"
- 33º alla Maratona di Valencia ( Valencia) - 2h12'47"
- 40º alla Mezza maratona di Copenaghen ( Copenaghen) - 1h03'45"

2023
- 12º alla Roma-Ostia ( Roma) - 1h03'55"
- 11º al Giro podistico internazionale di Castelbuono ( Castelbuono) - 36'00"
- 15º al Giro al Sas ( Trento) - 30'25"

2024
- 44º alla 10K Valencia Ibercaja ( Valencia) - 28'46"